# 無人航空機地上管制ステーション

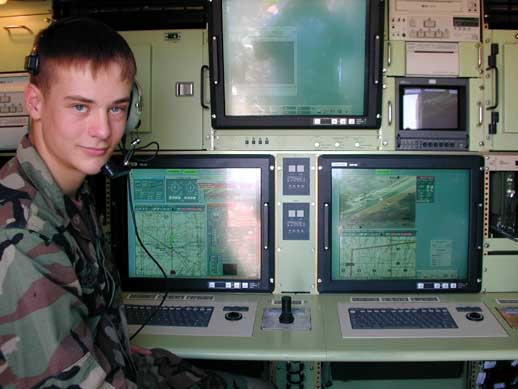
RQ-7 シャドーの地上管制ステーション内部

無人航空機地上管制ステーションまたはUAV地上管制ステーション（英語: UAV ground control station（GCS））は、無人航空機(UAV)を人間が制御するための設備を提供する陸上あるいは海上のコントロールセンターである。
また、大気圏内または上空でロケットを制御するシステムを指すこともあるが、これは通常、ミッションコントロールセンターと呼ばれる。

## ハードウェア

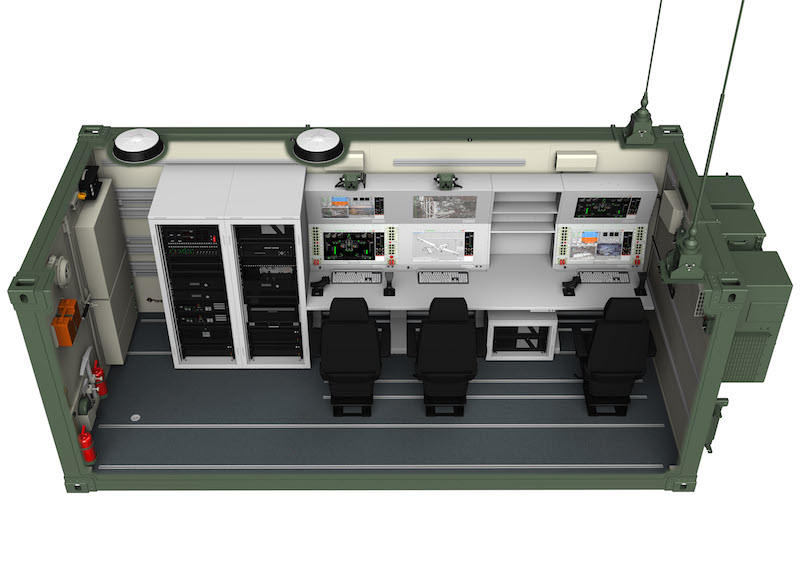
バイラクタル TB2の地上管制ステーション内部

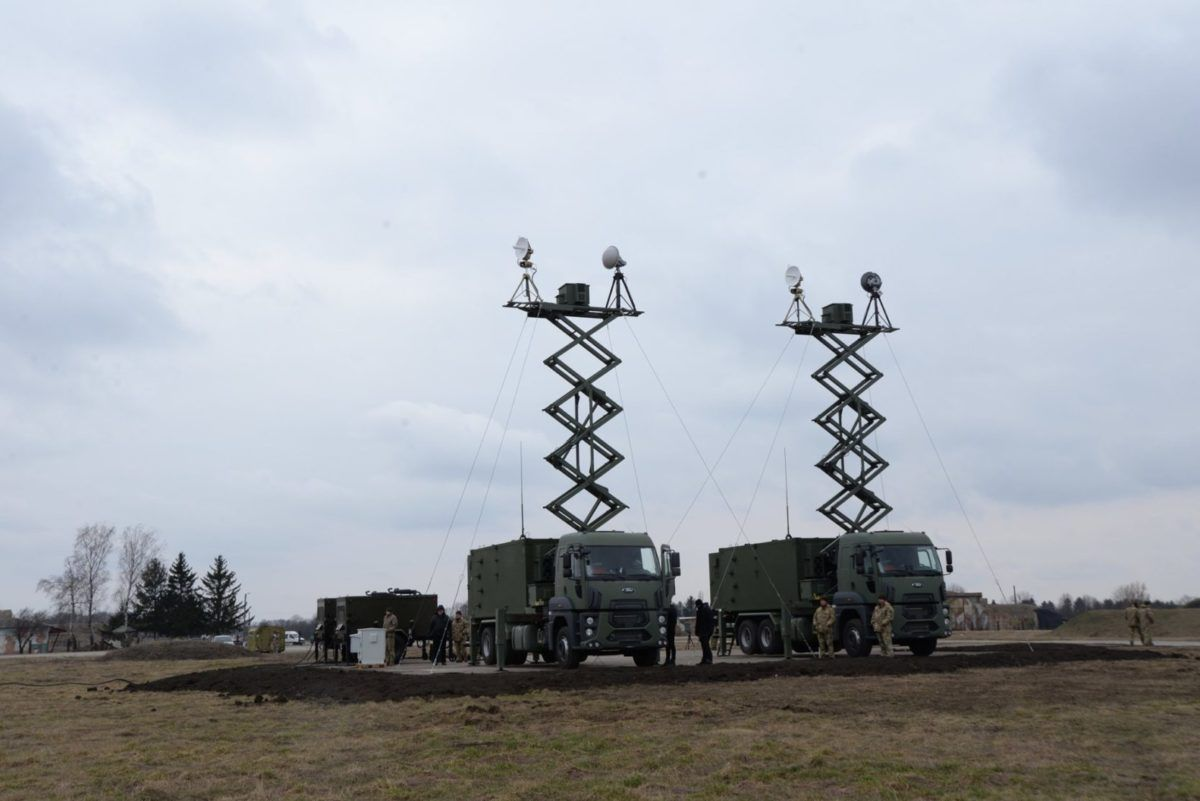
ウクライナ空軍バイラクタル TB2の2つの地上管制局

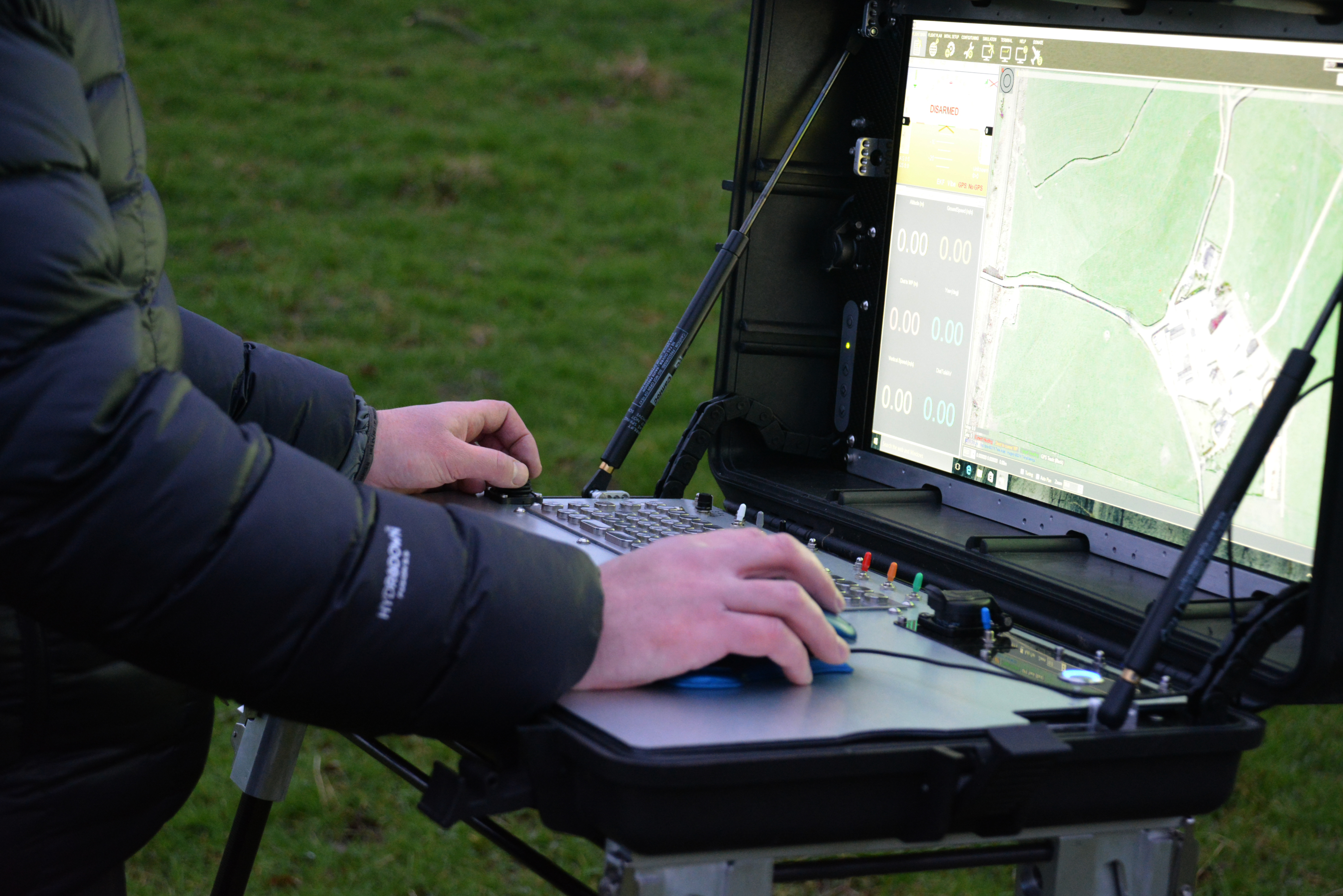
携帯型UAV地上管制ステーション（ドローンGCS）の一例

GCSハードウェアとは、無人航空機を制御するために使用される地上ベースのハードウェアシステム一式を指す。これには通常、ヒューマンマシンインターフェイス、コンピューター、テレメトリ、ビデオキャプチャカード、およびUAVへの制御、ビデオ、およびデータリンク用のアンテナが含まれる。

## ソフトウェア
GCSソフトウェアは、通常、ミッションの計画や飛行に使用される地上のコンピュータ上で実行される。地図画面では、ユーザーが飛行のためのウェイポイントを設定し、ミッションの進行状況を確認できる。また、有人機と同様の計器類が表示される「バーチャルコックピット」としても機能する。